# Búp bê

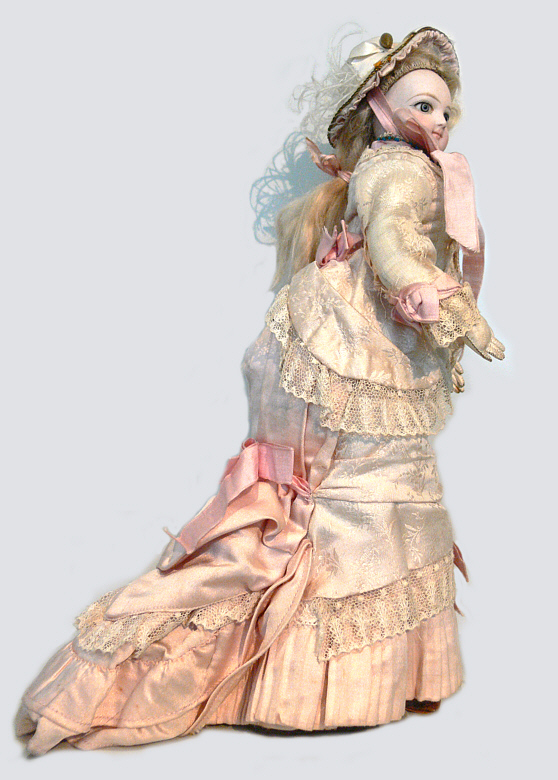
Búp bê bisque châu Âu từ những năm 1870s

Búp bê (bắt nguồn từ từ tiếng Pháp poupée /pupe/; phương ngữ miền Nam: cúp bế) là mô hình phỏng theo hình dáng của con người và thường làm đồ chơi của trẻ em. Từ lâu búp bê đã được dùng trong các nghi thức ma thuật và tôn giáo khắp nơi trên thế giới. Người ta tìm thấy búp bê truyền thống được làm từ chất liệu đất sét, gỗ ở châu Á, châu Âu, châu Mỹ và châu Phi. Búp bê sớm nhất đã ra đời từ thời Ai Cập cổ đại, Hy Lạp cổ đại và La Mã cổ đại. Tài liệu Hy Lạp cho biết búp bê được dùng làm đồ chơi khoảng năm 100. Búp bê có nhiều loại, từ búp bê thô sơ đến búp bê tinh xảo đầy tính nghệ thuật. Ngành sản xuất búp bê hiện đại phát xuất từ nước Đức vào thế kỷ 15. Càng ngày búp bê càng được sản xuất ở quy mô lớn nhờ công nghiệp hóa và sự ra đời của các chất liệu mới như sứ và chất dẻo. Trong thế kỷ 20, búp bê dần trở thành đồ sưu tập phổ biến

## Lịch sử, phân loại và vật liệu

### Lịch sử ban đầu và búp bê truyền thống

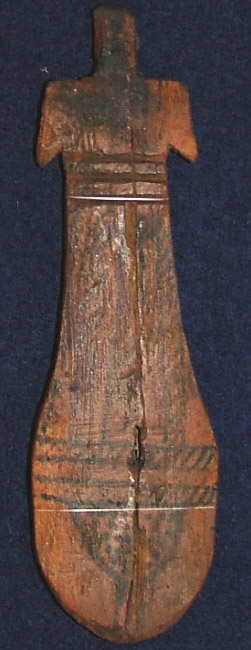
Một búp bê mái chèo điển hình của Ai Cập từ năm 2080 - 1990 trước Công nguyên

Búp bê của Crepereia Tryphaena, một con búp bê La Mã từ thế kỷ thứ hai sau công nguyên

Những con búp bê đầu tiên được làm từ các vật liệu có sẵn như đất sét, đá, gỗ, xương, ngà, da hoặc sáp. Bằng chứng khảo cổ học cho thấy búp bê là ứng cử viên hàng đầu cho món đồ chơi lâu đời nhất được biết đến. Búp bê mái chèo bằng gỗ đã được tìm thấy trong các ngôi mộ Ai Cập có niên đại từ đầu thế kỷ 21 trước Công nguyên. Búp bê với chân tay có thể di chuyển và quần áo có thể tháo rời có niên đại ít nhất là 200 TCN. Các nhà khảo cổ đã phát hiện ra những con búp bê Hy Lạp làm bằng đất sét và khớp nối ở hông và vai. Búp bê Rag và thú nhồi bông có lẽ cũng rất phổ biến, nhưng không có ví dụ nào được biết đến trong số này còn tồn tại cho đến ngày nay. Câu chuyện từ Hy Lạp cổ đại khoảng năm 100 cho thấy búp bê được các bé gái sử dụng làm đồ chơi. Ở Rome cổ đại, búp bê được làm từ đất sét, gỗ hoặc ngà voi. Búp bê đã được tìm thấy trong các ngôi mộ của trẻ em La Mã. Giống như trẻ em ngày nay, các trẻ em của nền văn minh La Mã sẽ mặc quần áo cho búp bê Pháp theo thời trang mới nhất. Ở Hy Lạp và La Mã, theo thông lệ, các cậu bé sẽ dành đồ chơi của mình cho các nam thần khi họ đến tuổi dậy thì và các cô bé sẽ dành đồ chơi của họ cho các nữ thần khi họ kết hôn. Theo truyền thống, búp bê giẻ rách được làm tại nhà từ phế liệu dự phòng của vật liệu vải. Búp bê giẻ rách La Mã đã được tìm thấy có niên đại từ 300 BC. 

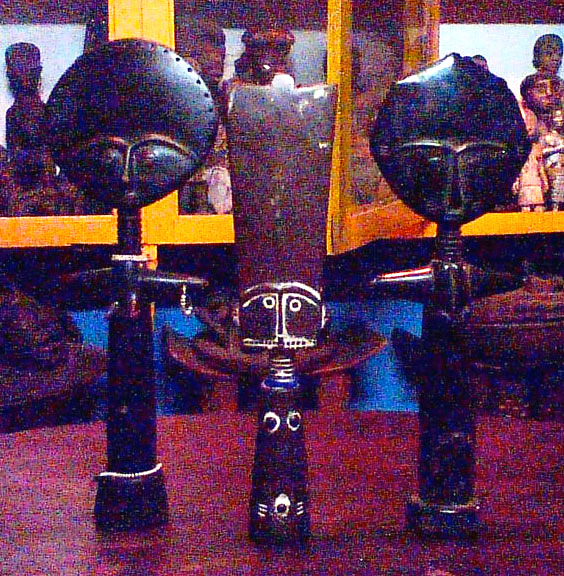
Búp bê akuaba truyền thống châu Phi

Búp bê truyền thống đôi khi được sử dụng làm đồ chơi của trẻ em, nhưng chúng cũng có thể có giá trị tâm linh, ma thuật và nghi thức. Không có ranh giới xác định giữa búp bê tinh thần và đồ chơi. Trong một số nền văn hóa, búp bê đã được sử dụng trong các nghi lễ đã được trao cho trẻ em. Chúng cũng được sử dụng trong giáo dục trẻ em và là các đồ vật mang di sản văn hóa. Trong các nền văn hóa khác, búp bê được coi là có quá nhiều sức mạnh ma thuật nên trẻ em không được phép chơi với chúng.
Búp bê châu Phi được sử dụng để dạy và giải trí; chúng là những trung gian siêu nhiên, và chúng bị thao túng cho mục đích nghi lễ. Hình dạng và trang phục của chúng khác nhau tùy theo khu vực và tùy chỉnh. Búp bê thường xuyên được truyền lại từ mẹ sang con gái. Akuaba là búp bê sinh sản nghi lễ bằng gỗ từ Ghana và các khu vực lân cận. Các akuaba được biết đến nhiều nhất là những người Ashanti, mà akuaba có đầu to, giống như cái đĩa. Các bộ lạc khác trong khu vực có nhiều loại akuaba với phong cách đặc biệt. 

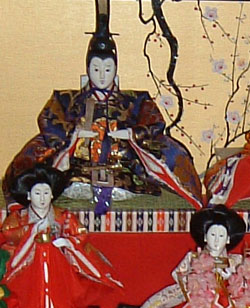
Búp bê hina Nhật Bản, được trưng bày trong lễ hội Hinamatsuri

Có một lịch sử phong phú của những con búp bê Nhật Bản có niên đại từ thời Dogu (8000-200 TCN). và các hình nhân của Haniwa (300-600). Đến thế kỷ thứ mười một, búp bê đã được sử dụng làm đồ chơi cũng như để bảo vệ và trong các nghi lễ tôn giáo. Trong Hinamatsuri, lễ hội búp bê, búp bê hina được trưng bày. Chúng được làm bằng rơm và gỗ, sơn, và mặc quần áo dệt nhiều lớp phức tạp. Búp bê Daruma là búp bê hình cầu có thân màu đỏ và khuôn mặt trắng không có con ngươi. Các búp bê này đại diện cho Bồ đề đạt ma, người Đông Ấn, người sáng lập ra Thiền tông và được sử dụng như bùa may mắn. Búp bê Kokeshi bằng gỗ không có tay hoặc chân, nhưng đầu to và thân hình trụ, tượng trưng cho các bé gái.
Việc sử dụng một hình nộm để thực hiện một câu thần chú trên một ai đó được ghi lại trong các nền văn hóa châu Phi, người Mỹ bản địa và châu Âu. Ví dụ về các thiết bị ma thuật này bao gồm hình múa rối châu Âu và nkisi hoặc bocio tại Tây Phi và Trung Phi. Trong ma thuật và phù thủy dân gian châu Âu, búp bê poppet được sử dụng để đại diện cho một người dùng phép thuật trên người nào đó. Mục đích là bất kỳ hành động nào được thực hiện khi hình nộm hoạt động sẽ được chuyển đến đối tượng thông qua phép thuật thông linh. Việc thực hành gắn đinh ghim trong búp bê voodoo có liên quan đến phép thuật dân gian Hoodoo của người Mỹ gốc Phi. Búp bê Voodoo không phải là một đặc trưng của tôn giáo Vodou Haiti, nhưng đã được mô tả như vậy trong văn hóa phổ biến, và búp bê voodoo khuôn mẫu được bán cho khách du lịch ở Haiti. Có khả năng khái niệm búp bê voodoo trong văn hóa đại chúng bị ảnh hưởng bởi các con búp bê châu Âu. Một phù thủy nhà bếp là một con búp bê có nguồn gốc ở Bắc Âu. Nó giống như một khuôn mẫu phù thủy hay bà già và được hiển thị trong nhà bếp khu dân cư như một phương tiện để tạo may mắn và xua đuổi tà ma.

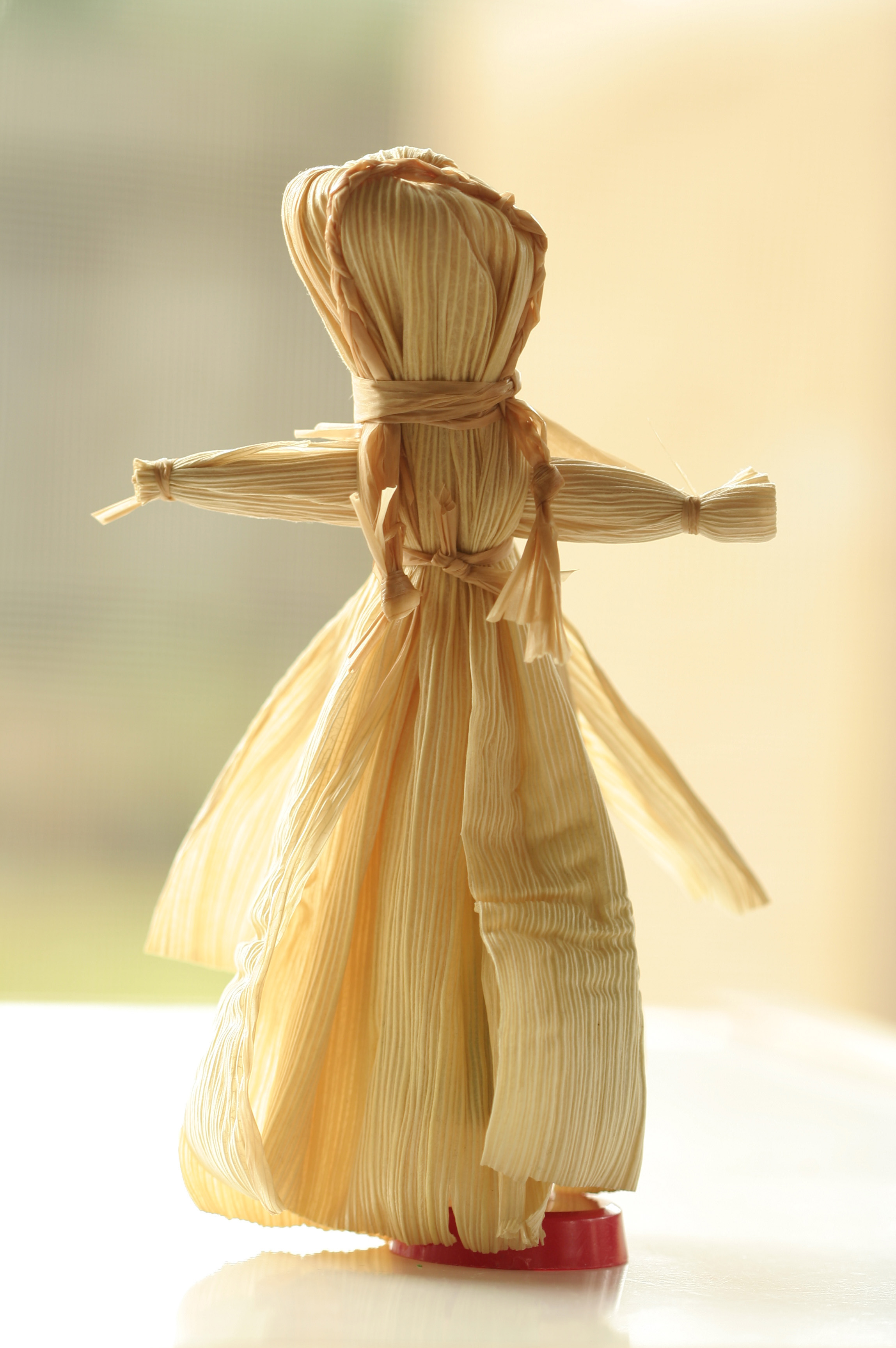
Một con búp bê trấu ngô truyền thống của người Mỹ bản địa

Búp bê Hopi Kachina là hình nộm được làm từ gỗ cây bông thể hiện các đặc điểm của nghi lễ Kachina, linh hồn đeo mặt nạ của bộ lạc người Mỹ bản địa Hopi. Búp bê Kachina là những đồ vật được trân trọng và nghiên cứu để tìm hiểu đặc điểm của từng Kachina. Búp bê Inuit được làm từ đá xà phòng và xương, những vật liệu phổ biến cho người Inuit. Nhiều người được mặc bằng lông động vật hoặc da. Trang phục của họ nói lên phong cách ăn mặc truyền thống cần thiết để sống sót qua mùa đông lạnh, gió và tuyết. Những con búp bê trà của người Innu chứa đầy trà cho các cô gái trẻ mang theo trong những chuyến đi dài. Búp bê táo là loại búp bê truyền thống của Bắc Mỹ với phần đầu được làm từ táo khô. Trong thần thoại Inca, Sara Mama là nữ thần ngũ cốc. Nữ thần này được liên kết với ngô phát triển theo bội số hoặc là các sự kiện tương tự kỳ lạ. Những cái cây kỳ lạ này đôi khi được hóa trang thành búp bê của Sara Mama. Búp bê trấu là búp bê truyền thống của người Mỹ bản địa được làm từ lá khô hoặc vỏ trấu của một cây ngô. Theo truyền thống, các búp bê này không có khuôn mặt. Việc tạo ra búp bê vỏ trấu được những người định cư châu Âu đầu tiên ở Hoa Kỳ áp dụng. Những người định cư ban đầu cũng làm búp bê giẻ rách và búp bê bằng gỗ được chạm khắc, được gọi là Pennywoods. La última muñeca, hay "con búp bê cuối cùng", là một truyền thống của Quinceañera, lễ kỷ niệm sinh nhật lần thứ mười lăm của một cô gái ở các vùng của Mỹ Latinh. Trong nghi lễ này, quinceañera từ bỏ một con búp bê từ thời thơ ấu để biểu thị rằng cô không còn cần một món đồ chơi như vậy nữa. Ở Hoa Kỳ, nghề làm búp bê đã trở thành một ngành công nghiệp vào những năm 1860, sau cuộc Nội chiến.

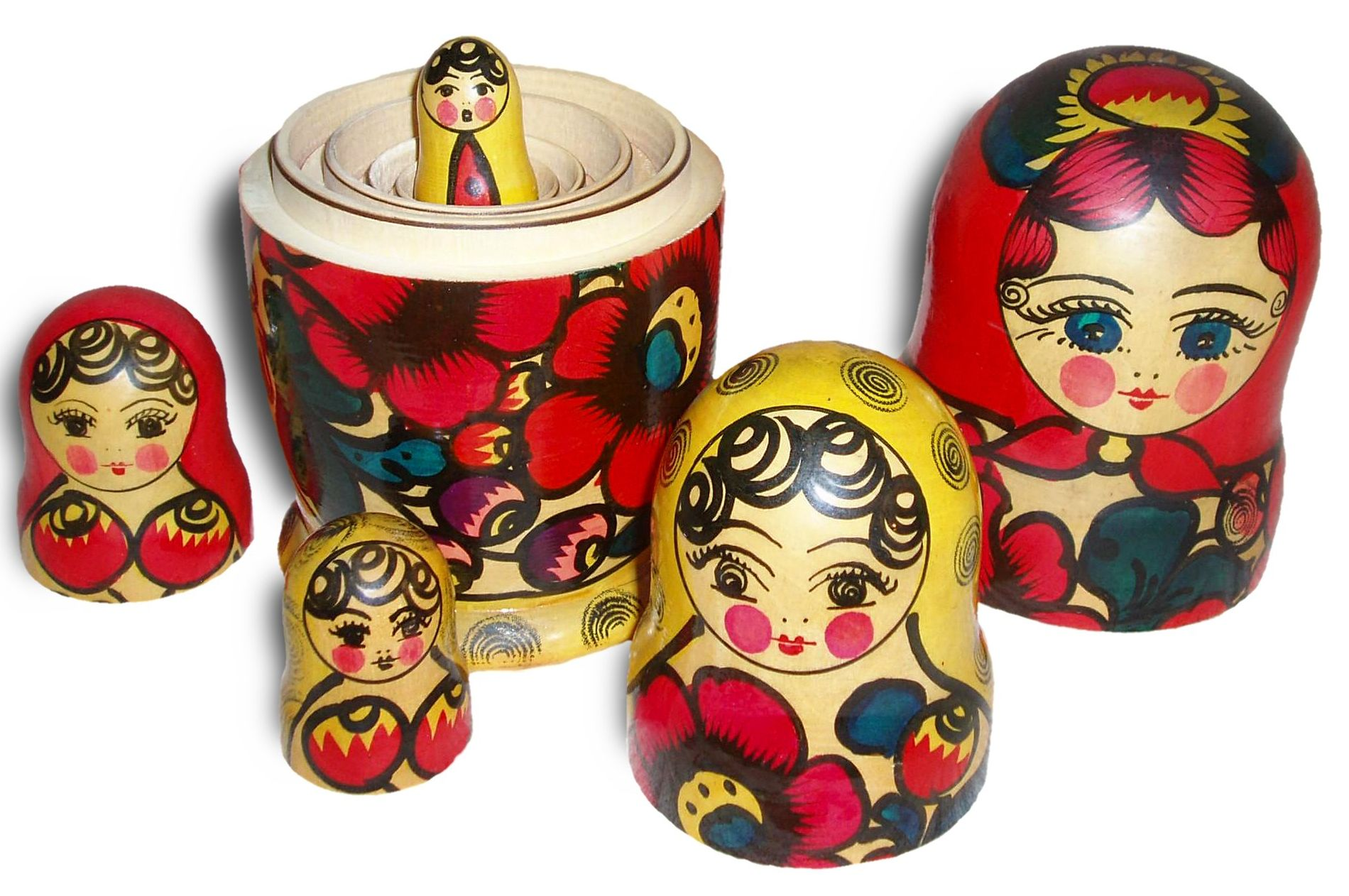
Một bộ búp bê Matryoshka của Nga được tháo rời

Búp bê Matryoshka là búp bê truyền thống của Nga, bao gồm một bộ các hình bằng gỗ rỗng mở ra và làm tổ bên trong nhau. Chúng thường miêu tả người nông dân truyền thống và bộ đầu tiên được chạm khắc và vẽ vào năm 1890. Ở Đức, búp bê đất sét đã được ghi nhận từ thế kỷ 13 và búp bê bằng gỗ được làm từ thế kỷ 15. Bắt đầu từ thế kỷ 15, những con búp bê ngày càng phức tạp đã được tạo ra để trưng bày cảnh thiên nhiên, chủ yếu ở Ý. Những con búp bê với quần áo chi tiết, thời trang đã được bán ở Pháp vào thế kỷ 16, mặc dù cơ thể của chúng thường được xây dựng thô sơ. Búp bê gỗ peg của Đức và Hà Lan có giá rẻ, được làm đơn giản và là đồ chơi phổ biến cho trẻ em nghèo ở châu Âu từ thế kỷ 16. Gỗ tiếp tục là vật liệu chủ đạo cho búp bê ở châu Âu cho đến thế kỷ 19. Trong suốt thế kỷ 18 và 19, gỗ ngày càng được kết hợp với các vật liệu khác, chẳng hạn như da, sáp và sứ và các cơ thể được làm rõ hơn. Không biết khi nào mắt thủy tinh của búp bê xuất hiện lần đầu tiên, nhưng màu nâu là màu mắt chủ đạo cho búp bê cho đến thời Victoria khi mắt xanh trở nên phổ biến hơn, lấy cảm hứng từ Victoria của Anh. Búp bê, con rối và mặt nạ cho phép người bình thường nói ra những điều không thể trong tình huống thực tế; Ở Iran chẳng hạn trong thời kỳ Qajar, người ta chỉ trích chính trị và điều kiện xã hội của triều đại Ahmad-Shah thông qua múa rối mà không sợ bị trừng phạt. Theo các quy tắc của đạo Hồi, hành động nhảy múa ở nơi công cộng đặc biệt là đối với phụ nữ, là một điều cấm kỵ. Nhưng búp bê hoặc con rối có bản sắc tự do và độc lập và có thể làm những gì không khả thi cho người thật. Layli (búp bê Lurish) là một búp bê nhảy múa có bản lề, rất phổ biến đối với người Lur ở Iran. Cái tên Layli có nguồn gốc từ truyện dân gian và tình yêu Trung Đông, Layla và Majnun. Layli là biểu tượng của người yêu mà có vẻ đẹp tâm linh. Layli cũng đại diện và duy trì một truyền thống văn hóa, đang dần dần biến mất trong cuộc sống đô thị.

### Kỷ nguyên công nghiệp

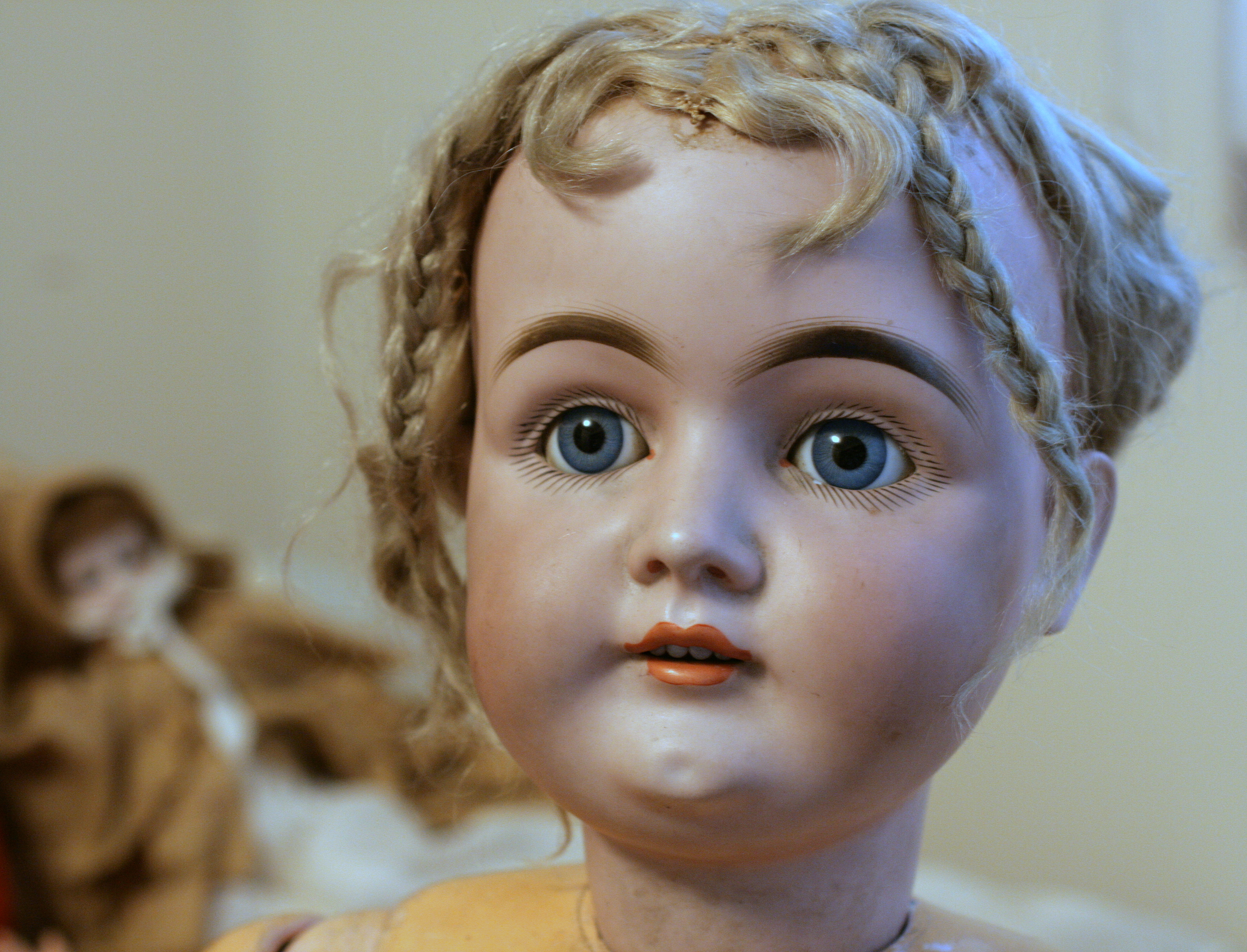
Một búp bê bisque của Đức từ khoảng năm 1900

Trong thế kỷ 19, đầu của búp bê thường được làm bằng sứ và kết hợp với thân bằng da, vải, gỗ hoặc vật liệu tổng hợp, chẳng hạn như papier-mâché hoặc thành phần, hỗn hợp bột giấy, mùn cưa, keo và các vật liệu tương tự. Với sự ra đời của vật liệu polymer và nhựa trong thế kỷ 20, búp bê làm cho phần lớn chuyển sang các vật liệu này. Chi phí thấp, dễ sản xuất và độ bền của vật liệu nhựa cho phép các loại búp bê mới có thể được sản xuất hàng loạt với giá thấp hơn. Các vật liệu đầu tiên là cao su và celluloid. Từ giữa thế kỷ 20, vinyl mềm đã trở thành vật liệu chủ đạo, đặc biệt là với búp bê trẻ em. Bắt đầu từ thế kỷ 20, cả búp bê bằng sứ và nhựa đều được sản xuất trực tiếp cho thị trường sưu tập dành cho người lớn. Nhựa tổng hợp như polyurethane giống như sứ trong kết cấu và được sử dụng cho búp bê sưu tập.
Thông thường các thuật ngữ búp bê sứ, búp bê bisque và búp bê Trung Quốc đôi khi được sử dụng thay thế cho nhau. Nhưng các nhà sưu tập tạo ra sự khác biệt giữa búp bê Trung Quốc, làm bằng sứ tráng men và búp bê bisque, làm bằng sứ bisque hoặc sứ bích quy không tráng men. Một con búp bê Trung Quốc cổ điển hình có một cái đầu bằng sứ tráng men màu trắng với mái tóc được sơn vẽ và một cơ thể làm bằng vải hoặc da. Chữ china chỉ Trung Quốc hiện đang được sử dụng để chỉ các vật liệu làm bằng sứ. Chúng được sản xuất hàng loạt ở Đức, đạt mức phổ biến từ năm 1840 đến 1890 và bán được hàng triệu. Búp bê Parian cũng được sản xuất tại Đức, từ khoảng năm 1860 đến 1880. Chúng được làm bằng sứ trắng tương tự như búp bê Trung Quốc nhưng đầu không được nhúng men và có một kết thúc mờ. Búp bê Bisque được đặc trưng bởi vỏ ngoài giống như da thật của chúng. Các loại búp bê này có mức độ nổi tiếng cao nhất từ năm 1860 đến 1900 với búp bê Pháp và Đức. Búp bê bisque cổ của Đức và Pháp từ thế kỷ 19 thường được làm như đồ chơi của trẻ em, nhưng búp bê bisque đương đại chủ yếu được sản xuất trực tiếp cho thị trường sưu tập.
Cho đến giữa thế kỷ 19, búp bê châu Âu chủ yếu được sản xuất để đại diện cho những người trưởng thành. Búp bê trẻ con và búp bê trẻ em phổ biến sau này không xuất hiện cho đến khoảng năm 1850. Nhưng, vào cuối thế kỷ 19, búp bê trẻ con và trẻ con đã vượt qua thị trường. Búp bê sáp giống như thật, rất phổ biến ở Anh thời Victoria.

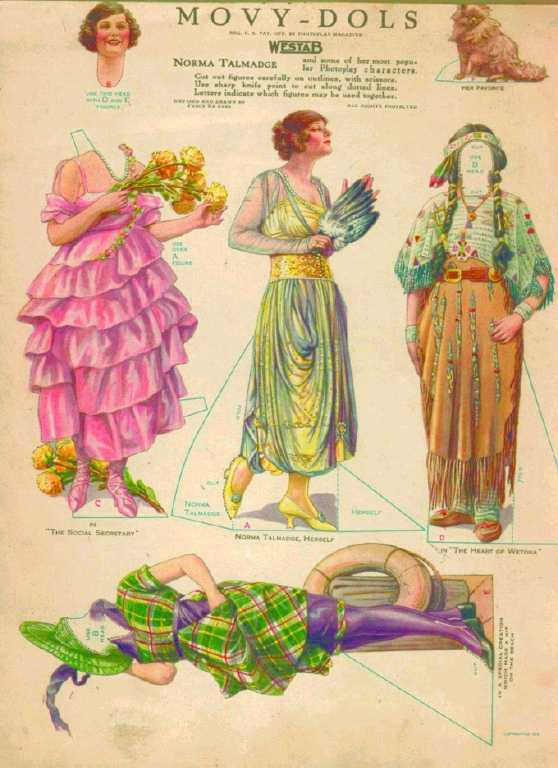
Búp bê giấy miêu tả nữ diễn viên Norma Talmadge và một số trang phục trong phim của cô, 1919

Búp bê giấy được cắt bằng giấy, với quần áo riêng biệt thường được giữ trên búp bê bằng cách gấp giấy. Chúng thường phản ánh phong cách đương đại, và búp bê giấy ballerina thế kỷ 19 là một trong những búp bê nổi tiếng sớm nhất. Búp bê Shirley Temple năm 1930 đã bán được hàng triệu đô la và là một trong những búp bê nổi tiếng thành công nhất. Búp bê Kewpie từ celluloid nhỏ, dựa trên hình minh họa của Rose O'Neill, đã phổ biến vào đầu thế kỷ 20. Madame Alexander đã tạo ra con búp bê sưu tập đầu tiên dựa trên một nhân vật được cấp phép - Scarlett O'Hara từ Cuốn theo chiều gió.
Nhà búp bê đương đại có nguồn gốc từ các trường hợp trưng bày nhà trẻ châu Âu từ thế kỷ 17. Những ngôi nhà búp bê ban đầu đều được làm thủ công, nhưng, sau Cách mạng Công nghiệp và Thế chiến II, chúng ngày càng được sản xuất hàng loạt và trở nên có giá cả phải chăng hơn. Nhà búp bê của trẻ em trong thế kỷ 20 đã được làm bằng thiếc, nhựa và gỗ. Những ngôi nhà hiện đại cho người sưu tập trưởng thành thường được làm bằng gỗ.
Đồ chơi nhồi bông hiện đại sớm nhất được sản xuất vào năm 1880. Chúng khác với những búp bê giẻ rách trước đó ở chỗ chúng được làm bằng vải lông thú sang trọng và thường miêu tả động vật hơn là con người. Gấu bông xuất hiện lần đầu tiên vào năm 1902-1903.
Búp bê da đen đã được thiết kế để giống với những người có làn da sẫm màu khác nhau, từ khuôn mẫu cho đến chân dung chính xác hơn. Búp bê giẻ rách được những nô lệ Mỹ làm ra dùng để làm trò chơi cho trẻ em nô lệ. Golliwogg là một nhân vật búp bê giẻ rách sách vào cuối thế kỷ 19 được tái sản xuất rộng rãi như một món đồ chơi. Con búp bê có làn da rất đen, đôi mắt viền trắng, đôi môi chú hề và mái tóc rối bù, và được mô tả là một bức tranh biếm họa người da đen. Những con búp bê đen được sản xuất hàng loạt ban đầu thường là phiên bản tối của các đối tác màu trắng của chúng. Những con búp bê đen đầu tiên của Mỹ có đặc điểm khuôn mặt châu Phi thực tế được sản xuất vào những năm 1960.

Búp bê thời trang Barbie đầu tiên từ năm 1959

Búp bê thời trang được thiết kế chủ yếu để mặc quần áo để phản ánh xu hướng thời trang và thường được mô phỏng theo các cô gái tuổi teen hoặc phụ nữ trưởng thành. Những con búp bê thời trang sớm nhất là búp bê bisque của Pháp từ giữa thế kỷ 19. Búp bê thời trang đương đại thường được làm bằng nhựa vinyl. Barbie, từ công ty đồ chơi Mattel của Mỹ, chiếm lĩnh thị trường từ khi thành lập vào năm 1959. Bratz là con búp bê đầu tiên thách thức sự thống trị của Barbie, đạt bốn mươi phần trăm thị trường vào năm 2006.
Nhân vật hành động bằng nhựa, thường đại diện cho các siêu anh hùng, đặc biệt phổ biến ở các bé trai. Búp bê thời trang và nhân vật hành động thường là một phần của nhượng quyền truyền thông có thể bao gồm phim, TV, trò chơi video và các hàng hóa liên quan khác. Búp bê Bobblehead là những con búp bê bằng nhựa có thể thu thập được với các đầu được nối với cơ thể bằng lò xo hoặc móc  để cho đầu của chúng có thể lắc lư. Chúng thường miêu tả các cầu thủ bóng chày hoặc các vận động viên khác.
Búp bê có những khớp nối dùng để trưng bày chủ yếu là cửa hàng thời trang gọi là Mannequin.